# Tunkás
Tunkás es una población del estado mexicano de Yucatán, es la cabecera del municipio de Tunkás. Según el conteo de población y vivienda de 2005 realizado por el INEGI tiene una población de 2,812 personas.

## Toponimia
El nombre Tunkás, significa en lengua maya, Cerco de piedras. El vocablo Tun, significa piedra y kas, barda, albarrada.

## Economía
La principal actividad económica del pueblo y de la región, es la agricultura maicera; sin embargo, una parte importante de la población emigra para ofrecer sus servicios en las poblaciones turísticas del vecino estado de Quintana Roo, como Cancún, Tulum y Playa del Carmen o parten hacia los Estados Unidos de Norteamérica. En las ciudades de Inglewood y Santa Ana, California se encuentran importantes concentraciones de emigrantes de Tunkás.